# Конституціоналізм
Конституціоналізм (від лат. constitutio — встановлення, устрій) розуміють як:
- систему знань політико-правового характеру, предмет дослідження якої становлять фундаментальні цінності демократії, обґрунтування потреби встановлення конституційного ладу, аналіз історії та практики конституційного розвитку держави, їхніх груп і світового співтовариства;
- механізм державної влади, обмежений конституцією; політичну систему, що спирається на конституцію і конституційні способи врядування.

Поняття конституціоналізм має два аспекти:
- об'єктивний — сукупність конституційно-правових актів, що регулюють важливі соціальні зв'язки;
- суб'єктивний — наявність теорії конституції, прогресивних уявлень про устрій суспільства і держави; сприйняття конституції, інших нормативних актів населенням.

Термін конституціоналізм, на думку Г. Дж. Бермана, був введений у науковий обіг наприкінці XVIII — початку XIX ст. для позначення головно американської доктрини верховенства писаної конституції над звичайними (ординарними) законами. Проте реальність цього феномену вперше виявилася ще в міських правових системах Західної Європи в XI—XII ст.
Становлення конституціоналізму у світі пов'язане з оформленням конституційного ладу в розвинених країнах Європи й Америки у період боротьби проти феодального абсолютизму (XVII ст.).

## Історичний розвиток конституціоналізму
Конституціоналізм веде початок від давногрецьких конституцій, що діяли за декілька сторіч до нашої ери, про які відомо тільки з праць Аристотеля. У період принципату Стародавнього Риму з'являються разом з актами римського сенату (senatus consultus) імператорські приписи різних видів, які отримали найменування конституцій (constitutio ediktum, mandatum, decretum, rescriptum). Їхній зміст та місце у розвитку правової системи Риму має інтерес передовсім як екскурс в етимологію поняття.
Ближчими до сучасного уявлення про конституційні акти є Велика Хартія Вольностей (Англія, 1215 р.), «Знаряддя управління» (повна назва — «Форма правління державою загального блага Англії, Шотландії та Ірландії і володіннями, їм належать»)" (1653 р.), Білль про права (Англія, 1689 рік), в яких вже проглядаються конституційні ідеї Декларації прав людини та громадянина (1789 р.) про те, зокрема, що права людини слід визнавати «природними, невідчужуваними, священними».
В розвитку сучасного конституціоналізму виокремлюють чотири етапи.

### Перший етап конституційного розвитку
Період бере свій початок у XVIII ст. й до закінчення першої світової війни, це період становлення і утвердження конституціоналізму в Америці і передових країнах Європи. Саме в цей період з'являються перші конституції: Конституція США (1787 р.), яка має найбільш тривалу історію існування; Декларація прав людини та громадянина (Франція, 1789 р.), Конституції Франції і Польщі, а також перший конституційний акт в Україні — «Правовий устрій і Конституції прав і вольностей Війська Запорізького», відомий як Конституція П. Орлика (1710 р.).
Конституція США та Франції поклали початок двом конституційним моделям:
- американській — конституції організації та діяльності державної влади;
- французькій — ліберальній конституції, покликаній максимально обмежити втручання держави в життя громадянського суспільства й кожного індивіда.

Наприклад, американську конституцію ухвалили на основі Декларації про незалежності США, яку затвердили 4 липня 1776 року. Основні її положення втілювали ідеї природного права, що їх обстоювали в той час американські демократи Томас Пейн (1737—1809) і Томас Джеферсон (1743—1726). Декларація закріпила такі основні положення:
- рівність природних прав кожного, як-от прав на життя, свободу, недоторканість, власність, щастя і безпеку;
- право на знищення уряду, що не задовольняє інтереси народу;
- ідея суверенітету народу;
- принцип розподілу державної влади;
- право народу на вибір такої форми правління, що відповідає його інтересам;
- ідею про те, що уряд тільки слуга народу й повинен діяти в інтересах народу.

### Другий етап конституційного розвитку
Період між двома світовими війнами характеризують поділом єдиного світового конституційного процесу в результаті створення в Росії соціалістичної держави. Фактично, були сформовані дві антагоністичні конституційні моделі «капіталістична» і «соціалістична».
- капіталістична — в основі залишилася ліберальна концепція. Були сформувані нові тенденції конституційного розвитку, виникнення яких було зумовлювалене змінами, що відбувалися в соціально-економічних і політичних структурах суспільства.
- соціалістична — основу цієї моделі склали постулати марксистської теорії про закономірності розвитку суспільства і держави в їхній класовій природі. Були закріплені основні принципи організації державної влади, політичної, соціальної й економічної організації суспільства, правового становища особистості і її відношень з суспільством і державою. Ці принципи суттєво відрізнялися від принципів «капіталістичної» моделі конституції.

Таке роздвоєння конституційної ідеології надовго спричинило вороже ставлення однієї частини світової спільноти, що мала капіталістичні орієнтири розвитку суспільства до іншої частини яка сповідувала комуністичні ідеали розвитку суспільства.

### Третій етап конституційного розвитку
Період від закінчення Другої світової війни до початку 90-х характеризують розширенням масштабів конституційного процесу й істотними змінами його утримання та удосконалення. Конституційному процесу на цьому етапі властиве різноманіття основних конституційних моделей і їхніх різновидів.
Основними конституційних моделей на цьому етапі були:
- західна конституційна модель — сформувалася на попередніх етапах конституційного розвитку;
- соціалістична модель — репрезентована радянськими конституціями, згодом конституціями інших соціалістичних країн, що були ухвалені на теренах європейських держав;
- нова конституційна модель — втілена в конституціях країн, що розвиваються.

### Четвертий етап конституційного розвитку
Період почався на межі 80—90-х років із відмовою більшості соціалістичних і країн, що розвиваються, від колишнього шляху розвитку і вступом на шлях демократичних перетворень суспільства й держави, широкомасштабного здійснення конституційних реформ, відновлення практично всього конституційного законодавства.
Початок розвитку цієї моделі було покладено з падінням Берлінської стіни та об´єднанням Східної та Західної Німеччини у одну державу. Далі був вихід з Союзу РСР країн Балтії та припинення існування СРСР як держави і утворення 8 та 11 грудня 1991 року Співдружності Незалежних Держав.
У сучасній закордонній юридичній літературі конституціоналізм розглядають в нерозривному зв'язку з обмеженням влади держави як «віру в існування конституційних способів щодо встановлення державних обмежень», «юридичне обмеження держави і повну протилежність свавільному правлінню».
Нові напрямки дослідження конституційного права розглядають конституціоналізм з погляду антропоцентризму, беручи за основу функціонування держави на фундаменті людського чинника, тобто знань, умінь, навичок суб'єкта публічної влади у процесі реалізації ним своїх повноважень (прав, обов'язків, дискреційні повноваження, заборон та іншого).

## Поняття, структура та ознаки конституціоналізму
Конституціоналізм — це політико-правова категорія, яка опосередковує місце й роль конституції у правовій системі, суспільстві і державі, що виявляється у її верховенстві та характері впливу на суспільні відносини.
За своїм змістом конституціоналізм — це конституційне будівництво, реалізація конституції та її охорона, гарантування.
За формою конституціоналізм опосередковує конституційний лад, тобто державний та суспільний лад, форми безпосереднього народовладдя, держави тощо.
Нормативно-правові основи конституціоналізму визначає конституція як нормативним актом найвищої юридичної сили — Основоположним Законом держави, що регулює найважливіші суспільні відносини і має власну структуру, особливий порядок ухвалення та внесення змін.
Наукові основи формує теорія конституціоналізму, що охоплює досягнення закордонної наукової думки, вчення вітчизняних мислителів минулого, сучасні ідеї та концепції конституціоналізму.
Ідеологічні основи конституціоналізму визначає система правових ідей, поглядів, понять, теорій, заснованих на певних наукових і політичних знаннях та уявленнях, яка має за мету вплив на формування і розвиток правової, політичної і моральної культури.
Організаційні основи опосередковує конституційний лад (як система суспільних відносин, установлених відповідно до конституції), основними складовими якого є державний і суспільний лад.
Як зауважує Ю. М. Тодика, слід брати до уваги, що наявність конституції ще не означає існування конституціоналізму як масового політичного руху, зацікавленого у забезпеченні в країні демократичного конституційного ладу. Співвідношення конституції і конституціоналізму тісно пов'язане з проблемою конституційності самої конституції, тобто з тим, якою мірою конституційний текст відповідає принципам гуманізму, справедливості, демократизму, забезпечення прав і свобод індивіда.
Проблема конституційності конституції пов'язана із проблемою конституційності держави. Значення цього поняття розглядають через призму двох таких підходів:
- позитивістський підхід, за яким конституційною визнають ту державу, в якій є конституція як основоположний закон (основоположні закони), що визначає форму державного ладу, структуру та повноваження органів державної влади, є безпосередньо чинним правом і має вищу юридичну силу та може бути змінена способом особливої (ускладненої як порівняти зі звичайним законодавчим процесом) процедури;
- природно-правовий підхід, за яким конституційною визнають державу, в якій забезпечений захист основоположних прав людини та поділ влади.

## Багатоаспектність поняття «конституціоналізм»
В науці конституційного права сформували три основні підходи до його визначення:
- політичний — конституціоналізм розуміють як особливий характер відносин між державою та суспільством на основі консенсусу, як ідейно-політична доктрина та рух;
- філософсько-історичний — як вчення про конституцію, включаючи передконституційні ідеї божого, природного права, договірного походження держави, вчення про плутократію, тиранію, деспотію, демократію та т. ін.
- юридичний — конституціоналізм розуміють у вузькому значенні як особливий режим функціонування державної влади на основі конституційних методів та у широкому значенні — як складну політико-правову систему.

Конституціоналізм в юридичному аспекті є системою, до якої входять конституційні норми, конституція, але не як щось застигле, статичне, а конституція, узята разом з її доктринальними основами, системою політико-правових цінностей, що відображують концепцію, філософію, сутність конституції, а також практикою її реалізації. Окрім цих складників політико-правової системи конституціоналізму, важливе значення мають такі його елементи як конституційна правосвідомість, конституційні правовідносини і конституційна законність, на встановлення якої зрештою спрямовано функціонування цієї складної системи. Такий «набір» елементів системи конституціоналізму найбільш повно відображає суть цього соціально-правового явища.
Конституціоналізм не тотожний конституції. Німецький дослідник С. Войт зазначає, що конституціоналізм є нормативною концепцією, та її не слід змішувати з конституцією de facto, що її використовують у будь-якому суспільстві. Конституціоналізм — багаторівнева система, яка функціонально виходить за межі конституції і взагалі права, що віддзеркалює особливості менталітету та буття народу.

## Правові основи конституціоналізму
Конституціоналізм — політико-правове явище, правова (юридична) сутність якого обумовлена, перш за все, нормативно-правовою основою цієї системи, якою виступає Конституція (конституційне законодавство).
Конституція має змішану політико-правову природу, як і конституційні відносини, що виникають на основі її норм, оскільки «вони регулюють процес організації і здійснення владних повноважень народом, державою та елементами політичної системи». Політична природа конституціоналізму витікає з тісного взаємозв'язку політики з конституційно-правовими інститутами і реаліями.
Зміст системи конституціоналізму зовні відбитий в певних інституційних утвореннях. Основними інститутами конституціоналізму є:
- інститут публічної влади, який структурований на два самостійних підінститути:
  - державної влади;
  - місцевого самоврядування;
- інститут конституційного контролю — наглядово-контрольні заходи з боку державних органів щодо забезпечення захисту прав і свобод людини та громадянина, а також забезпеення верховенства конституції у системі нормативних актів, її прямої, безпосередньої дії;
- інститут конституційної відповідальності.

Метою функціонування системи конституціоналізму є захист конституційного ладу як режим точного і неухильного дотримання конституції та інших конституційно-правових актів всіма суб'єктами, яким вони адресовані, реальна дія ієрархії нормативно-правових актів, у системі яких Конституція має вищу юридичну силу.

## Тенденції сучасного конституціоналізму
Конституціоналізм є динамічною системою, яка перманентно розвивається. Тенденції сучасного конституціоналізму характеризують основні напрямки його розвитку як складної політико-правової системи держави та суспільства:
- Тенденція політологізації виявляться у впливі політичних способів і засобів на конституційно-правові відносини (зокрема, владні відносини), їхнє регулювання.
- Тенденція соціалізації проявляється в соціалізації конституції й конституційного права загалом. Конституціоналізм встановлює зміну акцентів у взаємовідносинах між людиною, громадянським суспільством і державою з орієнтацією на пріоритет прав людини та розвитку громадянського суспільства.
- Тенденція біологізації характеризує розвиток системи конституціоналізму з позицій захисту людини і всього людства від наслідків тих негативних процесів, які ставлять під загрозу біологічне існування особи (ускладнення демографічної, екологічної проблем, тероризм, питання клонування людини тощо). Взаємовідносини між людиною і державою повинні будуватися, перш за все, на принципах координації, кореляції інтересів, взаємної відповідальності та поваги.
- Тенденція інформатизації характеризується тим, що «постіндустріальне суспільство має, принаймні, два вимірювання — інформаційне суспільство (усередині країни) і глобалізм (на міжнародній арені)».
- Тенденція інтернаціоналізації виявляється в зближенні національного конституційного права з міжнародним публічним правом.[6]